# Ischnopteris chryses
Ischnopteris chryses är en fjärilsart som beskrevs av Druce 1893. Ischnopteris chryses ingår i släktet Ischnopteris och familjen mätare. Inga underarter finns listade i Catalogue of Life.